# 小平季遠
小平季遠（こだいら すえとお,生卒年不詳）是日本戰國時代的武將，蠣崎季廣的重臣。父親是小平季久、長男是小平季長、次男是小平季時。

## 生平
小平季遠出生於津輕半島，父親是效力於蠣崎季廣的重臣，幼年時曾經是蠣崎季廣的側近，在軍事方面非常活躍，父親・季久因為年老，所以由小平季遠繼承小平氏。對於蝦夷蠣崎氏的貢獻非常大，是蠣崎氏的重臣之一。